# Fritz Friedländer
Fritz Friedländer (geboren 17. Mai 1901 in Berlin; gestorben 1980 in Melbourne) war ein deutsch-australischer jüdischer Publizist.

## Leben

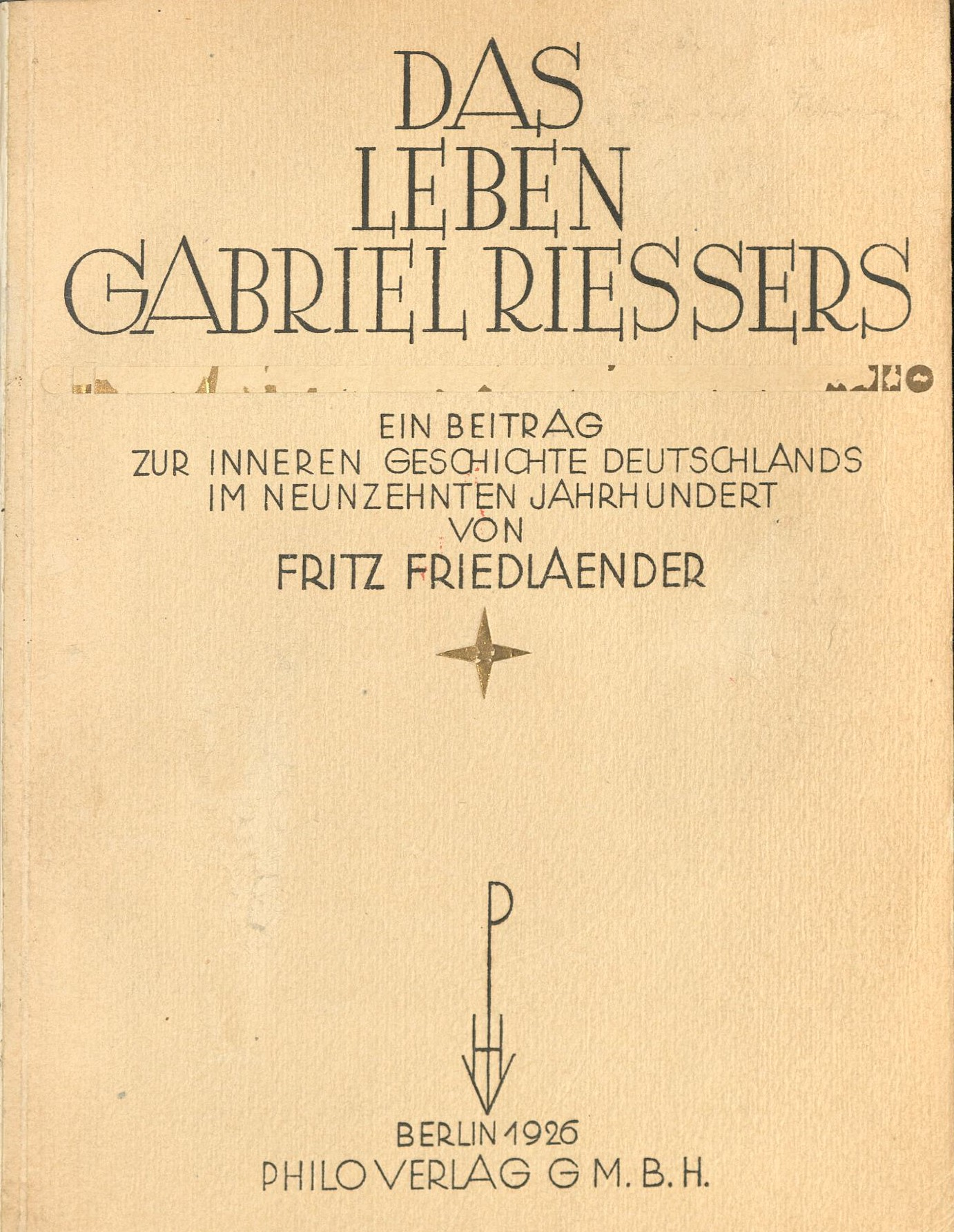
Gabriel Riesser (1926)

Fritz Friedländer war Sohn des Apothekers Arthur Friedländer (1863–1942) und der Erna Fuchs (1876–1932). Sein Vater wurde im Ghetto Theresienstadt Opfer des Holocaust. Seinem Bruder Herbert Friedländer (1899–1971) gelang die Flucht nach Palästina.
Friedländer studierte ab 1921 an der Berliner Universität Philosophie bei Eduard Spranger und Geschichte bei Friedrich Meinecke. Er wurde 1925 promoviert und legte 1929 die Lehramtsprüfung ab. Friedländer wurde Studienassessor am Falk-Realgymnasium in Berlin und engagierte sich in der Arbeitsgemeinschaft sozialdemokratischer Lehrer und Lehrerinnen. Seit 1922 war er auch Mitglied im Central-Verein deutscher Staatsbürger jüdischen Glaubens (CV). Nach der Machtübergabe an die Nationalsozialisten 1933 wurde er aus rassistischen Gründen aus dem Staatsdienst entlassen, und es war ihm nur noch der Unterricht an der Jüdischen Knabenschule Berlin erlaubt.

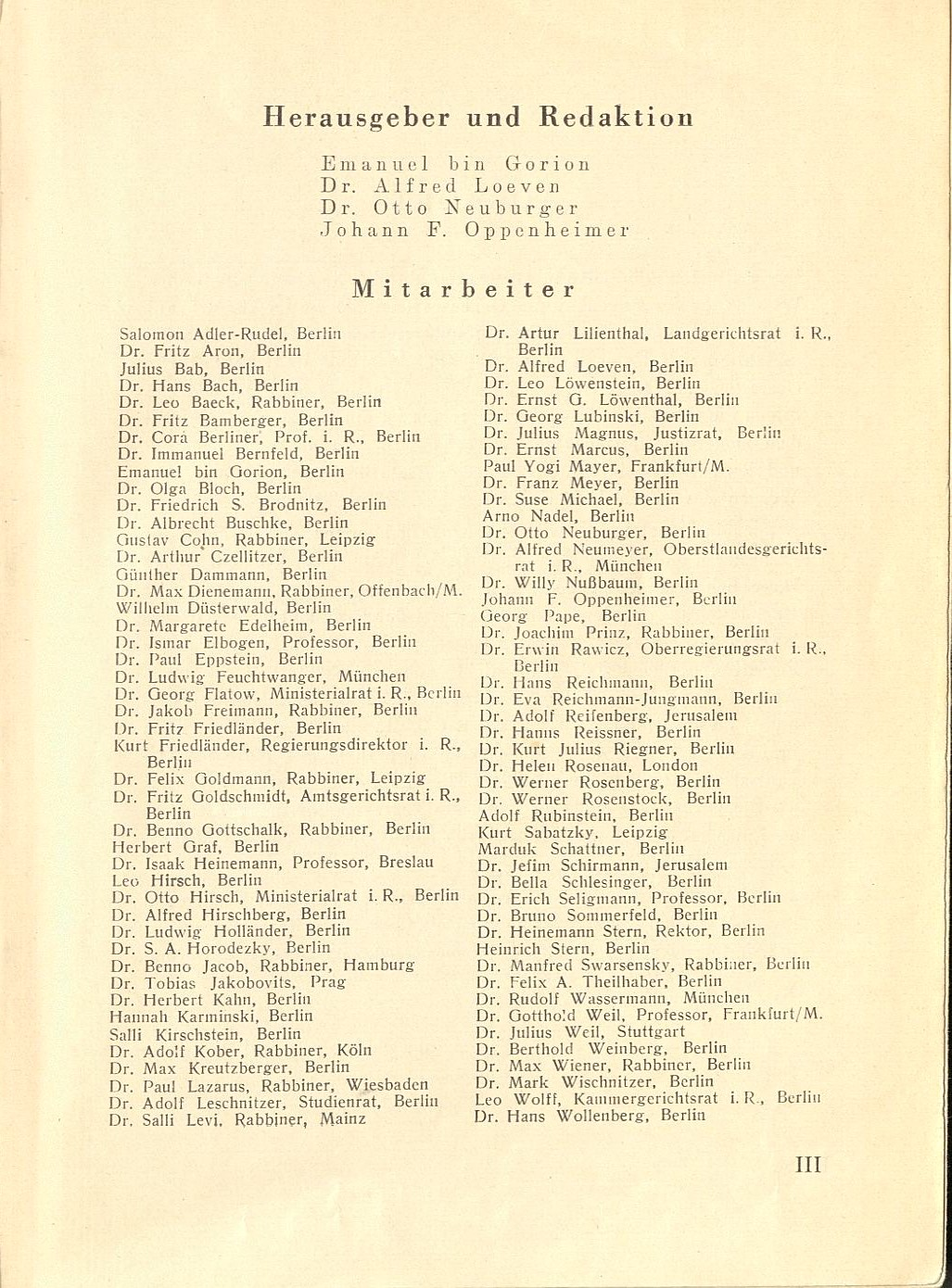
Friedländer unter den Mitarbeitern des Philo-Lexikons (1935)

Friedländer schrieb nebenher für verschiedene jüdische Zeitschriften wie die CV-Zeitung, Der Morgen, die Jüdisch-liberale Zeitung, die wissenschaftliche Zeitschrift für die Geschichte der Juden in Deutschland sowie für das 1934 erstmals erschienene Philo-Lexikon. Er erhielt 1926 für seine Dissertation über Gabriel Rießer einen B’nai-B’rith-Buchpreis und 1932 für sein Buch Heine und Goethe einen Preis der Moses Mendelssohn Stiftung.
Friedländer heiratete 1936 die Apothekerin Irma Cohn. Nach den Novemberpogromen 1938 war er fünf Wochen im KZ Sachsenhausen inhaftiert. Sie wurden zur Emigration aus dem Deutschen Reich gezwungen und gelangten im März 1939 an Bord der Conte Verde nach Shanghai. Sie engagierten sich im Shanghaier Ghetto in der Flüchtlingsarbeit, und er schrieb Zeitungsbeiträge als stellvertretender Herausgeber des deutschsprachigen Shanghai Jewish Chronicle und der kurzlebigen Shanghaier Morgenpost.
Nach Ende des Pazifikkrieges gelang dem Ehepaar Friedländer erst im August 1946 die Ausreise zu Verwandten nach Melbourne, wo sie 1952 als Arbeiter die australische Staatsbürgerschaft erhielten. Friedlander, wie er sich jetzt nannte, engagierte sich im „Jewish Council to Combat Fascism and Anti-Semitism“ sowie in der Australian Labor Party.

## Schriften (Auswahl)
- Das Leben Gabriel Rießers : Ein Beitrag zur inneren Geschichte Deutschlands im 19. Jahrhundert. Berlin: Philo-Verlag, 1926 Zugl.: Berlin, Phil. Diss.
- Heine und Goethe. Leipzig: de Gruyter, 1932
- Jewish mass immigration and settlement in Shanghai 1939–1941, in: ORT economic review, 1941, Nr. 6, S. 23–29
- Trials and Tribulations of Jewish Education in Nazi Germany, in: Yearbook III, Leo Baeck Institute (LBI), 1958